# Liste der Nummer-eins-Hits in Indien
Die Liste der Nummer-eins-Hits in Indien basiert auf den wöchentlichen Charts des Landes, die von The Indian Music Industry (IMI) herausgegeben werden. 
Die Singlecharts werden seit Mitte 2021 vom spanischen Unternehmen BMAT ermittelt und basieren ausschließlich auf Streamingdaten der Anbieter Amazon Music, Apple Music und Spotify. Veröffentlicht werden nur die Top 20. Eine Besonderheit ist, dass indischsprachige Titel von den Charts ausgeschlossen sind.
Die Liste ist nach Jahren aufgeteilt.